# Agente espandente
Un agente espandente è una sostanza capace di produrre una struttura cellulare attraverso un processo schiumogeno in una varietà di materiali che subiscono un indurimento o una transizione di fase, come polimeri, plastiche e metalli. Gli espandenti si applicano tipicamente quando il materiale espanso è in uno stadio liquido. La struttura cellulare in una matrice riduce la densità, aumentando l'isolamento termico e acustico, mentre aumenta la rigidità relativa del polimero originale.

## Classificazione e proprietà
Gli agenti espandenti (noti anche come pneumatogeni), o i meccanismi relativi per creare fori in una matrice producendo materiali cellulari, sono stati classificati come segue.
- Agenti espandenti fisici, ad es. CFC (tuttavia, questi sono riducenti dell'ozono, banditi dal Protocollo di Montréal del 1989), HCFC (hanno sostituito i CFC, ma sono ancora riducenti dell'ozono, perciò in via di graduale eliminazione), idrocarburi (ad es. pentano, isopentano, ciclopentano), CO2 liquida. Il processo di creazione delle bolle/schiume è irreversibile ed endotermico, cioè necessita di calore (ad es. da un processo di fusione o dall'esoterma chimica a causa della reticolazione) per volatilizzare un agente espandente liquido. Tuttavia, all'atto di raffreddarsi l'agente espandente si condenserà, determinando così un processo reversibile.

- Agenti espandenti chimici, ad es. isocianato e acqua (per i poliuretani o PU), azo-, idrazina e altri materiali a base di azoto (per le schiume termoplastiche ed elastomeriche), bicarbonato di sodio (usato delle schiume termoplastiche).  qui i prodotti gassosi gli altri sottoprodotti si formano mediante reazione chimica/reazioni chimiche, promosse dal calore esotermico del processo o di un polimero reagente. Poiché la reazione espandente avviene formando composti a basso peso molecolare che fungono da gas espandente, si libera anche calore additional esotermico. L'idruro di titanio in polvere si usa come agente schiumante nella produzione di schiume metalliche, in quanto si scompone per formare gas idrogeno e titanio a temperature elevate.[1] L'idruro di zirconio(II) si usa per lo stesso scopo. Una volta formati, i composti a basso peso molecolare non ritorneranno mai agli agenti espandenti originali, la reazione è cioè irreversibile.

- Agenti espandenti misti fisici/chimici, ad es. usati per produrre schiume di PU flessibili con bassissime densità. Qui sia gli agenti espandenti chimici sia fisici si usano in tandem, per bilanciarsi tra loro rispetto all'energia termica rilasciata/assorbita, minimizzando così il rialzo di temperatura. Altrimenti il calore esotermico eccessivo dovuto all'alto caricamento di un agente espandente fisico può causare la degradazione termica di un materiale termoindurente o poliuretanico in corso di sviluppo. Ad esempio, per evitare questo nei sistemi poliuteranici si usano isocianato e acqua (che reagiscono per formare l'anidride carbonica) in combinazione con anidride carbonica liquida (che bolle per dare la forma gassosa) nella produzione di schiume di PU flessibili a bassissima densità per materassi.[2]

## Metodi di produzione
Le schiume e le spume fatte meccanicamente implicano metodi per introdurre le bolle in matrici polimerizzabili liquide (ad es. un elastomero non vulcanizzato sotto forma di latex liquido). I metodi includono l'introduzione di aria o altri gas in reticoli a bassa viscosità, o l'iniezione di un gas in un cilindro estrusore o in una trafila, o in cilindri o ugelli per stampaggio a iniezione e consentendo all'azione di deformazione/mescolamento della vite di disperdere il gas uniformemente per formare bolle sottilissime o una soluzione di gas nel fuso. Quando il fuso è stampato o estruso e la parte è a pressione atmosferica, il gas fuoriesce dalla soluzione espandendo il fuso del polimero immediatamente prima della solidificazione. La schiumatura (affine a sbattere le chiare d'uovo facendo una meringa) si usa anche per stabilizzare i reagenti liquidi schiumati, ad es. per prevenire lo scivolamento sulle pareti verticali prima del trattamento (cioè per evitare che la schiuma collassi e scivoli giù lungo una faccia verticale a causa della gravità).
I riempitivi solubili, ad es. i cristalli solidi di cloruro di sodio mescolati in un sistema uretanico liquido, sono sagomati in una parte polimerica solida; il cloruro di sodio è poi sciacquato via immergendo la parte solida modellata in acqua per qualche tempo, per lasciare piccoli fori interconnessi in prodotti polimerici a densità relativamente alta (ad es. i materiali di cuoio sintetico Porvair per le tomaie delle scarpe).
Le sfere cave e le particelle porose (ad es. gusci/sfere di vetro, gusci epossidici, gusci in PVDC, cenere volante, vermiculite, altri materiali reticolati) sono mescolate e immerse nei reagenti liquidi, che sono poi sagomati in una parte polimerica solida contenente una rete di cavità.